# Sijan
Sijan (egyszerűsített kínai írással: 十堰市, pinjin: Shíyàn) prefektúra szintű város Kínában, Hupej tartományban. Lakosainak száma 3 209 004 fő (2020).

## Népesség
| 2019 | 3 398 000 |
| 2020 | 3 209 004 |

## Testvérvárosok
- Craiova